# IC 5145
IC 5145 је спирална галаксија у сазвјежђу Пегаз која се налази на листи објеката дубоког неба у Индекс каталогу.
Деклинација објекта је + 15° 9' 23" а ректасцензија 21h 54m 22,9s. Привидна величина (магнитуда) објекта IC 5145 износи 13,6 а фотографска магнитуда 14,4. IC 5145 је још познат и под ознакама UGC 11844, MCG 2-55-28, CGCG 427-41, PGC 67619.